# Fred Rosser
Frederick Douglas Rosser III (sinh ngày 2 tháng 11 năm 1983), được biết đến nhiều hơn với tên gọi Darren Young, là một đô vật chuyên nghiệp người Mỹ đang ký hợp đồng với WWE, nơi mà anh một lần là Nhà vô địch Đồng đội WWE.
Trước khi ký hợp đồng với WWE, Rosser thi đấu trong chương trình khuyến mãi độc lập Đông Bắc và trung Đại Tây Dương bao gồm Chaotic Wrestling, East Coast Wrestling Association, Independent Wrestling Federation và National Wrestling Alliance.

## Sự nghiệp đấu vật chuyên nghiệp
Sinh ra ở Union, New Jersey. Sampson đã bắt đầu coi đấu vật từ năm 1990 và có mơ ước trở thành 1 đô vật chuyên nghiệp. Và anh đã được bạn của một người chú đào tạo và giúp anh được vào trường học wrestling
Sampson debut vào năm 2002 và giành vài năm cho đấu vật tự do. Anh đã thi đấu cho IWF và Chaotic Wrestling trong thời gian ban đầu. Vào ngày 17 tháng 5 năm 2003, anh đã giành được chiếc đai đầu tiên khi đánh bại Kevin Knight để giành IWF Heavyweight championship ở Công viên Woodland, New Jersey, trước khi để mất đai trước Roman vào ngày 17 tháng 1 năm 2004. Vào ngày 20 tháng 5 anh để thua Shane O'Briean. Các đêm tiếp theo, Sampson và Kevin Knight đã hợp tác để chiến thắng trận 18 man battle Royal. Đó là một house show ở chaotic wrestling nơi anh được phát hiện bởi Jim Kettner và được mời đế thi đấu cho East Coast Wrestling Asscociation, Nơi anh ấy debut vào mùa hè năm 2004. Ngay sau khi được thi đấu, Sampson đã bắt đầu thù với Prince Nana và đánh bại Prince để giành đai. Vào ngày 18 tháng 9 năm 2004. Anh để mất đai vào tay Nick Malakai sau hai tháng.

### WWE (2009 - hiện nay)
Suốt năm 2005 đến 2006, Sampson xuất hiện ở WWE. Trong 1 trận dark matches ở smackdown.
Vào tháng 5 năm 2009, Sampson đã ký 1 hợp đồng huấn luyện với WWE. Anh thi đấu cho công ty phát triển FCW dưới tên Darren Young. Vào ngày 16 tháng 2 năm 2010 anh được thông báo sẽ tham gia vào season đầu tiên của NXT và anh được huấn luyện bởi Cm Punk

#### NXT (2010)
Vào ngày 23 tháng 2 năm 2010. Young debut ở NXT với nicknames"' South Beach Party Boy thua trận trước David Otunga. Cm Punk tỏ ra thờ ơ với Young và không muốn huấn luyện anh trừ khi anh chấp nhận làm Straight - edge. Mặc dù vậy nhưng Punk vẫn giúp đỡ Young thắng trận Rematch trước Otunga ở các tuần tiếp theo. Sau đó Young đã quyết định tham gia vào hooik Straight Edge để cải thiện mình. Nhưng Cm Punk đã quyết định không cắt tóc anh vì anh đánh bại Luke Gallows.
Vì chiến thắng đó, CM Punk đã bắt đầu quan tâm tới Young, nhưng Luke Gallows lại bắt đầu mối thù với Young vì sự ghen tức. Ngày 11 tháng 5 trong cuộc bình chọn thứ 2. Young đã xếp hạng năm và suýt bị loại, Tuy nhiên vào các tuần kế tiếp anh đã bị loại
Các tuần tiếp theo ở Raw, Young với các NXT season 1 tham gia vào các trận maint event tấn công John Cena, CM punk và tấn công tất cả, trong đó có cả BLV Justin Roberts. Vào ngày 14 tháng 6 các nxt rookies tấn công Bret Hart, khi ông không ký hợp đồng với họ. Các tuần tiếp theo Vince McMahon sa thải hart và trở thành GM mới. Người đã ký hợp đồng với 7 nxt rookies.

## Các chức vô địch và danh hiệu
- Chaotic Wrestling
  - Chaotic Wrestling New England Championship (1 time)[5]
  - Chaotic Wrestling Tag Team Championship (1 time) – with Rick Fuller[6]
- East Coast Wrestling Association
  - ECWA Heavyweight Championship (2 times)[7]
  - ECWA Mid Atlantic Championship (1 time)[8]
- Independent Wrestling Federation
  - IWF Heavyweight Championship (2 times)[9]
  - Commissioner's Cup Tag Team Tournament (2003) – with Hadrian
  - Commissioner's Cup Tag Team Tournament (2004) – with Kevin Knight
  - Commissioner's Cup Tag Team Tournament (2006) – with Franciz
  - Tournament of Champions (2004)[10]
- National Wrestling Superstars
  - NWS Tag Team Championship (1 time) – with Bulldog Collare
- Pro Wrestling Illustrated
  - PWI Feud of the Year (2010) – The Nexus vs. WWE[11]
  - PWI Most Hated Wrestler of the Year (2010) – as part of The Nexus[12]
  - PWI ranked him #197 of the top 500 singles wrestlers in the PWI 500 in 2010[13]
- World Wrestling Entertainment
  - Slammy Award cho Shocker của năm (2010) – màn ra mắt của Nexus[14]
  - WWE Tag Team Championship (1 lần) - cùng với Titus O'Neil